# Wuce Shandi
Wuce Shandi ist eine Hügelgruppe an der Ingrid-Christensen-Küste des ostantarktischen Prinzessin-Elisabeth-Lands. Sie liegt zwischen dem Tal Cangxiu Shangu und der Donovan Promontory im Nordosten der Halbinsel Stornes.
Chinesische Wissenschaftler benannten sie 1992.